# Diocesi di Créteil
La diocesi di Créteil (in latino: Dioecesis Christoliensis) è una sede della Chiesa cattolica in Francia suffraganea dell'arcidiocesi di Parigi. Nel 2021 contava 817.750 battezzati su 1.396.913 abitanti. È retta dal vescovo Dominique Marie Joseph Blanchet, Ist. del Prado.

## Territorio

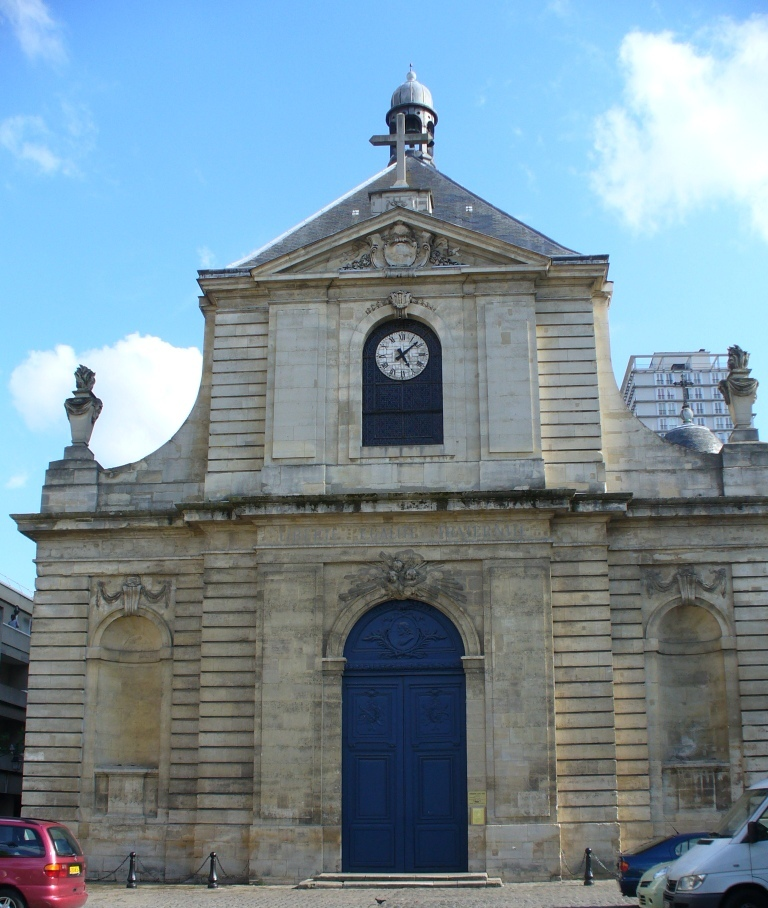
La primitiva cattedrale di San Luigi a Choisy-le-Roi.

La diocesi comprende il territorio del dipartimento francese della Valle della Marna.
Sede vescovile è la città di Créteil, dove si trova la cattedrale di Notre-Dame.
Il territorio si estende su 250 km² ed è suddiviso in 385 parrocchie, raggruppate in 19 settori parrocchiali.

## Storia
La diocesi è stata eretta il 9 ottobre 1966 con la bolla Qui volente Deo di papa Paolo VI, ricavandone il territorio dall'arcidiocesi di Parigi e dalla diocesi di Versailles. La diocesi, suffraganea dall'arcidiocesi di Parigi, copre il territorio del dipartimento della Valle della Marna, istituito dal governo francese con la legge del 10 luglio 1964 in sostituzione dei precedenti dipartimenti di Senna e di Seine-et-Oise.
Prima cattedrale fu la chiesa di San Luigi a Choisy-le-Roi, eretta nel XVII secolo; nel 1987 divenne cattedrale la chiesa di Notre-Dame a Créteil, che è stata completamente ristrutturata e riconsacrata nel mese di settembre 2015.

## Cronotassi dei vescovi
Si omettono i periodi di sede vacante non superiori ai 2 anni o non storicamente accertati.
- Robert Marie-Joseph François de Provenchères † (9 ottobre 1966 - 13 agosto 1981 ritirato)
- François-Victor-Marie Frétellière, P.S.S. † (13 agosto 1981 succeduto - 3 maggio 1997 deceduto)
- Daniel Camille Victor Marie Labille † (25 marzo 1998 - 4 settembre 2007 ritirato)
- Michel Léon Émile Santier (4 settembre 2007 - 9 gennaio 2021 dimesso)
- Dominique Marie Joseph Blanchet, Ist. del Prado, dal 9 gennaio 2021

## Statistiche
La diocesi nel 2021 su una popolazione di 1.396.913 persone contava 817.750 battezzati, corrispondenti al 58,5% del totale.
| anno | popolazione | popolazione | popolazione | presbiteri | presbiteri | presbiteri | presbiteri                | diaconi | religiosi | religiosi | parrocchie |
| anno | battezzati  | totale      | %           | numero     | secolari   | regolari   | battezzati per presbitero | diaconi | uomini    | donne     | parrocchie |
| ---- | ----------- | ----------- | ----------- | ---------- | ---------- | ---------- | ------------------------- | ------- | --------- | --------- | ---------- |
| 1970 | 672.804     | 1.121.340   | 60,0        | 294        | 248        | 46         | 2.288                     |         | 46        | 900       | 79         |
| 1980 | 742.000     | 1.231.000   | 60,3        | 274        | 220        | 54         | 2.708                     |         | 72        | 900       | 80         |
| 1990 | 739.000     | 1.216.000   | 60,8        | 350        | 186        | 164        | 2.111                     | 3       | 227       | 840       | 83         |
| 1999 | 750.000     | 1.224.000   | 61,3        | 339        | 145        | 194        | 2.212                     | 10      | 245       | 770       | 84         |
| 2000 | 751.000     | 1.226.864   | 61,2        | 339        | 149        | 190        | 2.215                     | 14      | 231       | 770       | 84         |
| 2001 | 757.000     | 1.236.786   | 61,2        | 339        | 142        | 197        | 2.233                     | 20      | 236       | 770       | 84         |
| 2002 | 763.000     | 1.246.000   | 61,2        | 288        | 121        | 167        | 2.649                     | 23      | 201       | 693       | 84         |
| 2003 | 751.000     | 1.226.961   | 61,2        | 282        | 121        | 161        | 2.663                     | 25      | 196       | 682       | 83         |
| 2004 | 750.000     | 1.226.961   | 61,1        | 264        | 109        | 155        | 2.841                     | 26      | 196       | 632       | 83         |
| 2006 | 751.000     | 1.226.961   | 61,2        | 291        | 117        | 174        | 2.580                     | 30      | 209       | 630       | 83         |
| 2013 | 773.000     | 1.309.000   | 59,1        | 283        | 133        | 150        | 2.731                     | 41      | 163       | 603       | 82         |
| 2016 | 776.240     | 1.389.800   | 55,9        | 300        | 141        | 159        | 2.587                     | 50      | 179       | 540       | 83         |
| 2019 | 780.990     | 1.333.335   | 58,6        | 163        | 115        | 48         | 4.791                     | 49      | 59        | 474       | 383        |
| 2021 | 817.750     | 1.396.913   | 58,5        | 150        | 104        | 46         | 5.451                     | 46      | 55        | 387       | 385        |